# ليونيل بونتس
ليونيل بونتس (ولد في 9 يوليو 1972) هو مدير فني برتغالي لكرة القدم يشرف حاليا على تدريب نادي دبرتسني المجري.
بدأ يونتس مسيرته التدريبية في أكاديمية سبورتنج لشبونة والتي استمر فيها لمدة 11 عام وبعدها أربع مواسم أخرى كمدرب مساعد في الفريق الأول. ثم أصبح مساعدًا للمدير الفني باولو بينتو مع منتخب البرتغال الذي وصل لنصف نهائي يورو 2012 بجانب التأهل إلى نهائيات كأس العالم 2014. ثم تولى تدريب نادي ماريتيمو البرتغالي من أغسطس 2014 وحتى فبراير 2015. لعب الفريق تحت قيادته 30 مباراة، فاز في 13 مباراة وتعادل في أربعة وخسر 13 قبل أن يتفق مع مجلس إدارة الفريق على فسخ التعاقد بعد خسارتين متتاليتين.
تولى يونتس مهمة تدريب نادي بانتليكوس اليوناني لفترة قصيرة شهدت خمس مباريات فقط كان آخرها الهزيمة 5-1 أمام أيل كاللوني وعلى إثرها تمت اقالته في ستمتبر 2015. وفي 20 نوفمبر 2015، أعلن نادي الاتحاد السكندري المصري التعاقد مع بونتس. ثم تمت إقالته في مارس 2016.